# Sekundærrute 457
De Sekundærrute 457 is een secundaire weg in Denemarken. De weg loopt van Houlbjerg via Hammel en Låsby naar Skanderborg. De Sekundærrute 457 loopt door Midden-Jutland en is ongeveer 39 kilometer lang.